# Monterusciello
Monterusciello o Monteruscello è una frazione del comune di Pozzuoli, nella città metropolitana di Napoli. Conta circa 35 000 abitanti.

## Storia
Il quartiere è stato costruito negli anni ottanta in seguito al bradisismo, che colpì appunto Pozzuoli, come soluzione d'emergenza, ma non per questo è stata concepita come "città dormitorio", anzi: il suo progetto, poi non realizzato completamente, prevedeva infatti punti di aggregazione, come un cinema-teatro nella zona centrale, una nuova stazione della ferrovia SEPSA, uno stadio da calcio, un mercato coperto (costruito ma non completamente funzionante), un edificio dei licei (costituito da liceo classico e scientifico), un museo con parco archeologico, un parco urbano e una piazza della stazione ferroviaria con centri sociali e commerciali. 
Essendo di recente costruzione, ha avuto uno sviluppo urbanistico totalmente diverso rispetto ad altre zone della regione, infatti le strade sono molto larghe e ben asfaltate, inoltre è dotata d'una rete fognaria molto efficiente che evita l'allagamento delle strade durante i periodi di forti precipitazioni. C'è una grande presenza di aree verdi, anche se in alcune zone del quartiere non sono particolarmente curate. Si divide in una parte nord e in una parte sud, nelle quali si trovano sia case popolari, sia parchi residenziali privati.

## Monumenti e luoghi di interesse
- Chiesa di Sant'Artema.
- Chiesa di San Paolo Apostolo.
- Chiesa di Santa Maria degli Angeli e Santa Chiara d'Assisi.
- Fèscina di Monterusciello, mausoleo di età romana.

## Cultura

### Istruzione

#### Scuole
Numerose sono le scuole sul territorio, frequentate sia da studenti provenienti dai quartieri/comuni limitrofi, sia dagli studenti residenti sul territorio stesso (che conta più di 30 000 abitanti).
Sono presenti diverse scuole primarie: 
- Scuola Primaria Giuseppe Marotta  (Istituto Comprensivo "7° - Pergolesi 2"); Scuola Primaria Raffaele Viviani  (Istituto Comprensivo "7° - Pergolesi 2"); Scuola Primaria Elsa Morante; Scuola Primaria Italo Svevo; Scuola Primaria Gianni Rodari.

Ci sono anche tre scuole secondarie di I grado: 
- Scuola Media Pergolesi 2 (Istituto Comprensivo "7° - Pergolesi 2"); Scuola Media Raimondo Annecchino; Scuola Media Armando Diaz.

Non mancano diverse scuole superiori, come: 
- Istituto Alberghiero Petronio; Liceo Scientifico Ettore Majorana; Liceo Artistico.

Infine, tra le scuole dell'infanzia: 
- Scuola dell'Infanzia Raffaele Viviani (Istituto comprensivo "7° - Pergolesi 2"); Scuola dell'Infanzia Giuseppe Marotta (Istituto Comprensivo "7° - Pergolesi 2"); Scuola dell'infanzia Maria Montessori (Istituto Comprensivo "7° - Pergolesi 2"); Scuola dell'Infanzia Hans Cristian Andersen (Istituto Comprensivo "7° - Pergolesi 2"); Scuola dell'infanzia  Rita Levi-Montalcini;  Scuola dell'infanzia Collodi; Istituto superiore Petronio Alberghiero, la scuola più conosciuta di Monterusciello.

## Economia
Sono numerose le attività commerciali sul territorio, per esempio: gioiellerie, ristoranti, pizzerie, alimentari, edicole, tabaccai, elettrauto, meccanici, farmacie, fotografi, ferramenta, lavanderie, agenzie scommesse, ecc.

## Infrastrutture, trasporti e sport
Col tempo la zona è stata dotata di diverse infrastrutture, come il Palazzetto dello Sport (PalaTrincone), che comprende al suo interno la piscina olimpionica e campi da basket (che hanno ospitato per alcune stagioni la squadra di pallacanestro di Napoli). All'interno del palazzetto sono stati eseguiti anche concerti come quelli di Pino Daniele, di Massimo Ranieri e di Francesco De Gregori. Sul territorio è presente anche una pista da jogging di circa 800 metri. Il quartiere di Monterusciello è inoltre dotato di un proprio ufficio postale, un'ASL, uffici del comune (Anagrafe ecc), sede dell'acquedotto di Pozzuoli, uffici dell'Enel, Carabinieri, Vigili del Fuoco, Vigili urbani, ecc.

### Strade
Monterusciello è attraversata dalla Strada statale 7 quater Via Domitiana, che si connette alla Tangenziale di Napoli e all'Asse Mediano che porta ai comuni dell'hinterland settentrionale napoletano. Con due svincoli: Monterusciello sud e Monterusciello nord; nelle vicinanze dell'uscita Monterusciello nord è situato il centro commerciale "Quarto Nuovo".
Nei dintorni è possibile prendere in automobile il tunnel che, da Monterusciello, porta a via Campana, raggiungendo così facilmente il centro di Pozzuoli.

### Mobilità urbana
Le linee autobus della Società EAV collegano la zona di Monterusciello alla città di Napoli, con limite di corsa a Piazzale Tecchio, effettuando due tratti: uno mediante l'utilizzo della tangenziale di Napoli (svincolo Agnano) e l'altro con l'attraversamento della parte bassa della città di Pozzuoli (passaggio ospedale la Schiana, lago d'Averno, Arco Felice, zona mercatale, centro, lungomare, la Pietra, Bagnoli).
Il quartiere è  dotato di uno stazionamento autobus ed era capolinea di alcune Linee CTP, azienda fallita nel 2022.

### Ferrovie
Nelle vicinanze dello stazionamento degli autobus vi è la stazione "Grotta del Sole" della Ferrovia Circumflegrea che percorre la tratta "Licola-Montesanto". 
Il capolinea "Montesanto" è in comune con il capolinea della Ferrovia Cumana, è quindi possibile raggiungere Monterusciello raggiungendo prima Montesanto tramite ferrovia cumana.

## Curiosità
- Il 12 novembre 1990 ha ospitato, su una vasta area verde nei pressi della fermata della ferrovia Circumflegrea, una messa officiata da Papa Giovanni Paolo II.